# Royaume Kuba

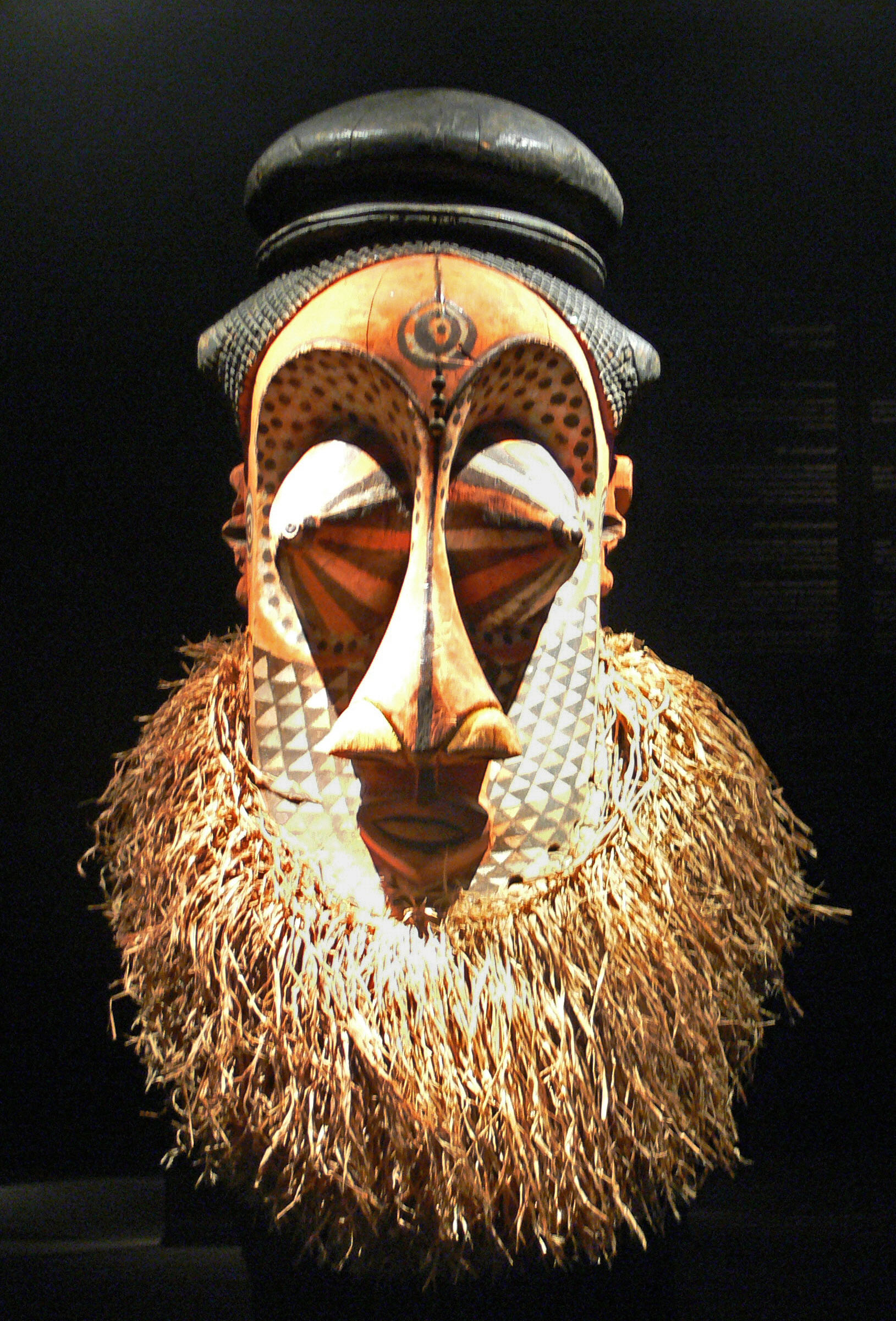
Masque mulwalwa du XIXe siècle.

Le Royaume Kuba, ou la confédération Kuba, est une entité étatique et politique, regroupant près de 20 peuples bantous, qui se développa à partir de différents États bantous (notamment les Bushong, les Leele, les Pende, les Dengese et les Wongo).
Le royaume se situe en république démocratique du Congo, dans la province du Kasaï. La capitale est Mushenge.

## Histoire
Le roi Woto a régné sur le royaume vers le VIe siècle de notre ère et en est aussi le créateur selon la légende.
Les Ba-Kuba ont réuni le royaume durant le XVIIe siècle. La légende raconte que c'est leur héros "Woto" qui est fondateur du Royaume. Il se réincarne dans le corps de ses souverains successeurs. Il est censé vivre 121 ans.
Vers 1630, le roi Shyaam a Mboul a Ngoong rapporte du Bas-Congo la culture du maïs, du manioc, des haricots et du tabac, le tissage, la broderie, de nouveaux styles de forge et de sculpture sur bois.
Le 9e roi "Shamba Bolongolongo" apprit les techniques de tissages raphia et la sculpture sur bois avec les peuples voisins avant son accès au trône. Il transmit son art à son peuple et demanda à un artiste renommé de faire une statue de lui pour qu'on se souvînt de lui et de ses lois. La statue (XVIIIe siècle) est considérée comme la première de l'art Kuba.
Le roi Kata Mbula (109e, début XIXe siècle) : statue au Musée royal de l'Afrique centrale.
Le roi Mikopé Mbula : 110e Roi. Ses statues évoquent sa majesté Royale mais pas une représentation exacte de son image.

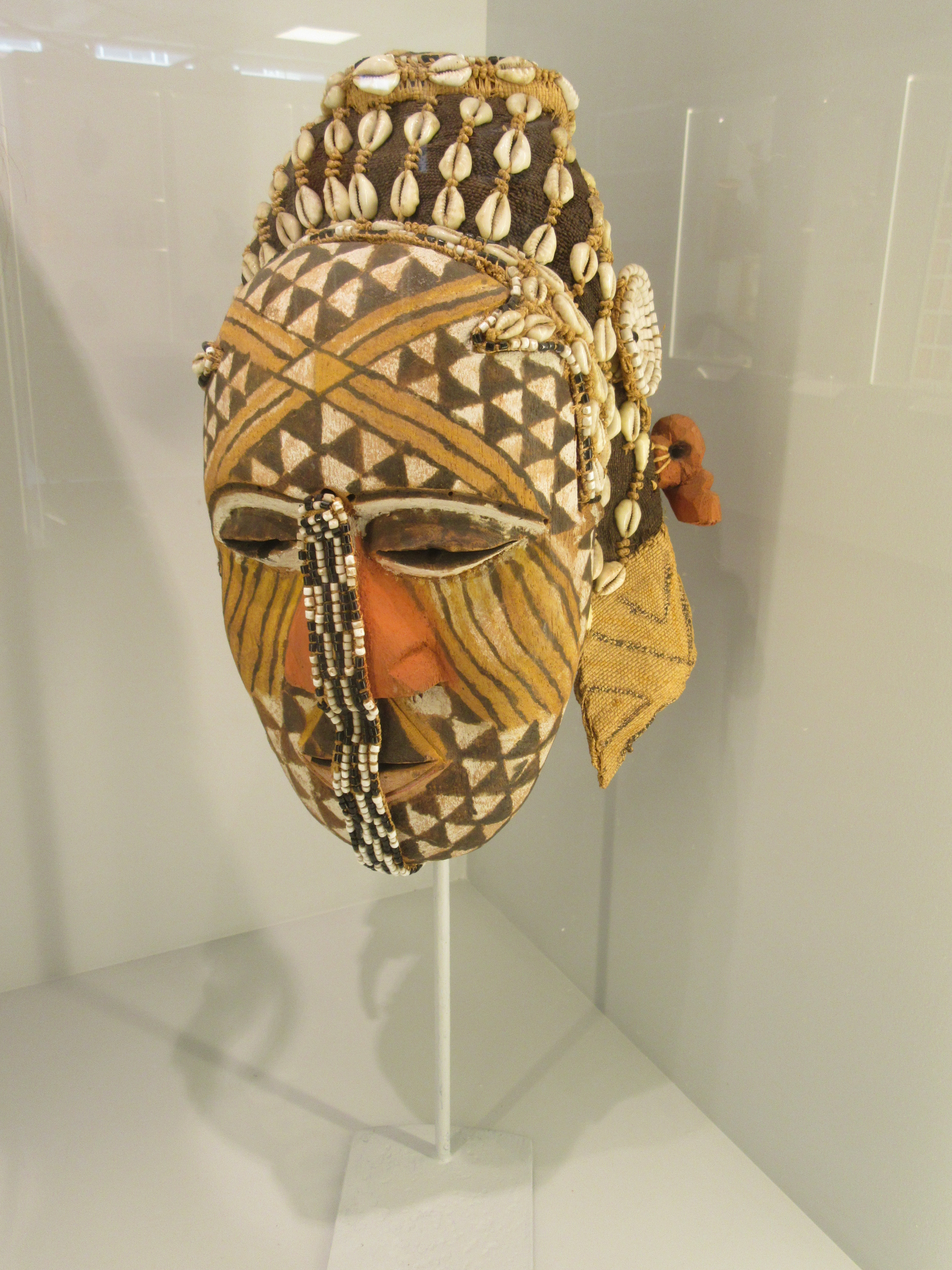
Masque Kuba, musée africain de Namur

## Art

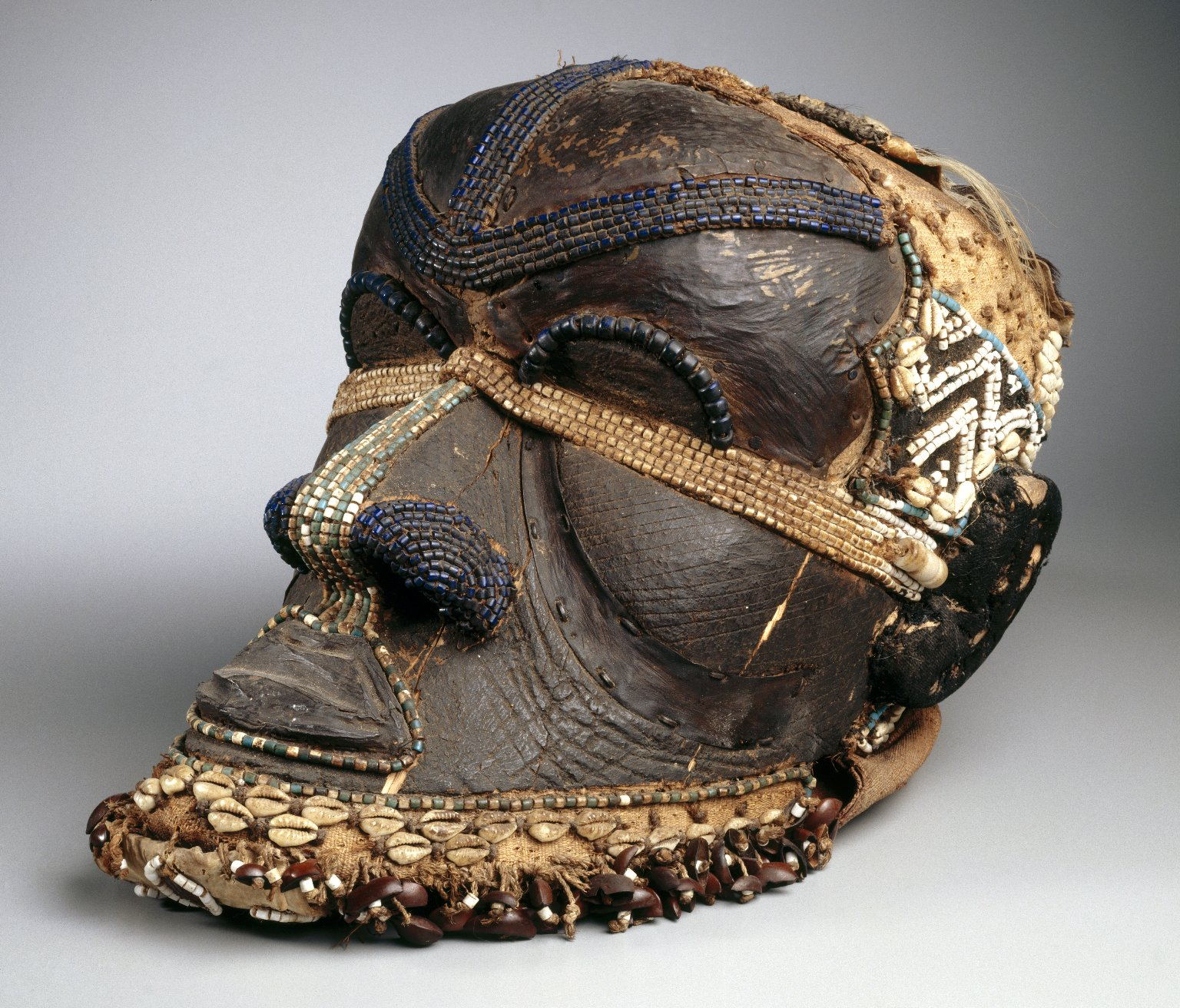
Masque Bwoom du XIXe siècle, Brooklyn Museum.

Leo Frobenius dit sur ces peuples congolais : « Civilisés jusqu'à la moelle des os ! ». Ici le moindre objet, même banal, porte la marque de l'exigence artistique commune et révèle une intention raffinée. L'art Kuba se caractérise par un sens exceptionnel des formes et des couleurs.
L'art Kuba est d'abord un art royal et aristocratique. L'art est sous forme de statues, peignes, porte rasoirs, boites à fard stylisé, coupe céphalomorphes, masque de danse, étoffes tissées en fibre raphia et brodées.
On trouve différents objets d'art du royaume Kuba dans les musées occidentaux comme :
- The British Museum (Royaume-Uni)
- Dallas Museum of Art (USA)
- Smithsonian Institution (USA)
- Musée du quai Branly (France)
- Musée royal de l'Afrique centrale à Tervuren (Belgique)
- Musée africain de Namur